# Ptychochromis
Ptychochromis ist eine Buntbarschgattung, die auf Madagaskar endemisch ist.

## Merkmale
Ptychochromis-Arten sind kleine bis mittelgroße Fische und werden 8 bis 25 cm lang. Ihr Körper ist seitlich abgeflacht, hochrückig und mit großen Kammschuppen bedeckt. Auf der Brust sind die Schuppen klein und in die Haut eingebettet. Von allen anderen madegassischen Buntbarschen unterscheiden sie sich durch den Besitz einer freien Zahnplatte, die mit der zweiten Ceratobranchiale (ein Knochen des oberen Kiemenbogens) assoziiert ist, mit dieser aber nicht zusammengewachsen ist. Die äußeren und inneren Zahnreihen beider Kiefer besteht aus symmetrischen, zweispitzigen Zähnen. Die Afterflosse hat drei Flossenstacheln, wobei der erste viel kürzer als die folgenden sind.

## Lebensweise
Ptychochromis-Arten kommen vor allem in Unter- und Mittelläufen von Flüssen der östlichen und nordwestlichen Küstenregion vor, aber auch in Kraterseen auf Nosy Be. Einige Populationen tolerieren auch brackiges Wasser. Arten im Inland haben meist ein kleineres Verbreitungsgebiet als die in der Nähe der Küsten vorkommenden. Die Fische ernähren sich von aquatischen Insekten und anderen Wirbellosen, von höheren Wasserpflanzen und von Algen. Sie sind Substratlaicher. Beide Elternteile beteiligen sich an der Brutpflege. Nach dem Schlupf werden die Jungfische relativ lange beschützt. Die Fortpflanzungszeit reicht von Oktober bis Dezember, wenn der Wasserstand relativ niedrig ist.

## Arten

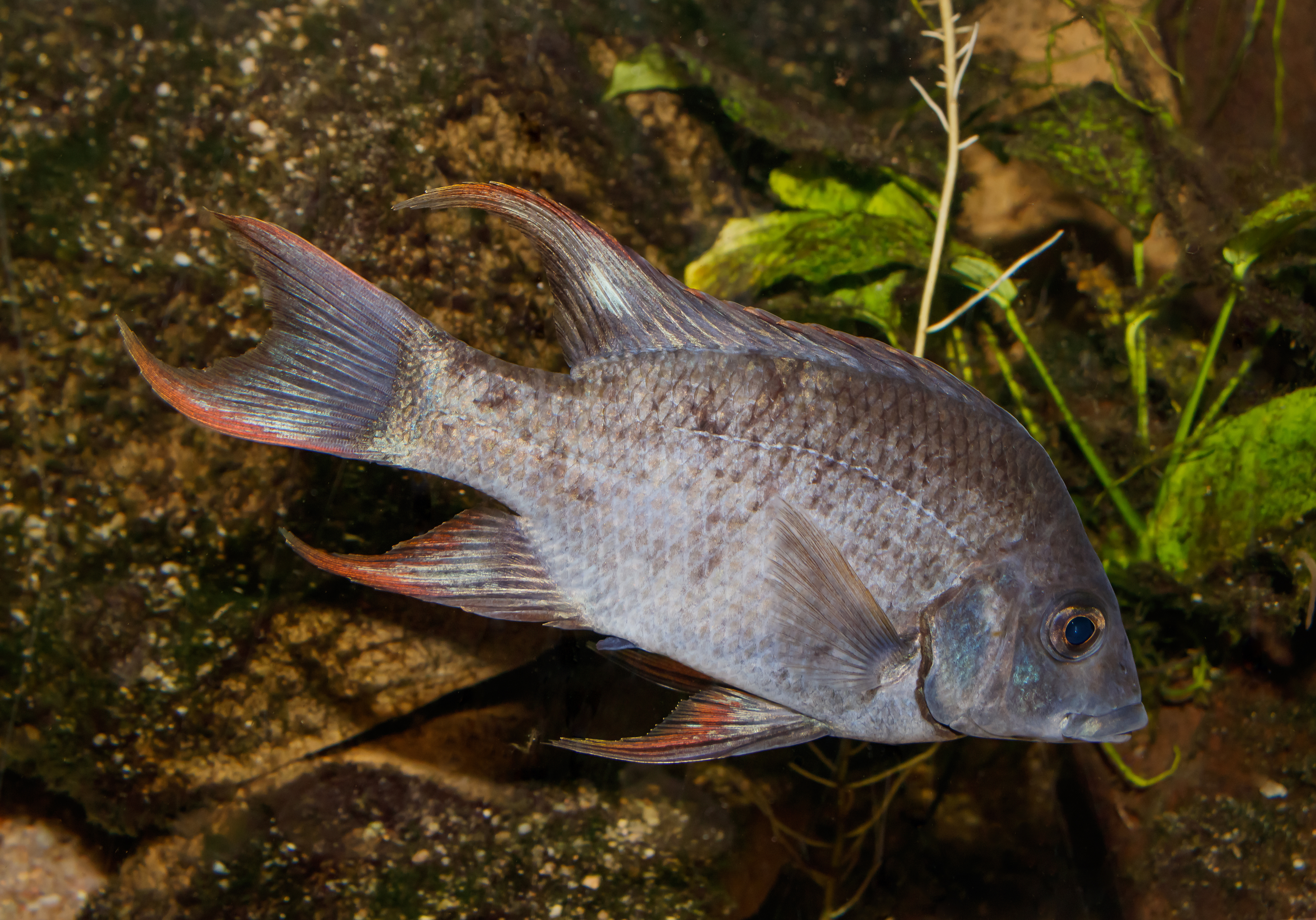
Ptychochromis insolitus in einem Aquarium der Wilhelma

- Ptychochromis curvidens Stiassny & Sparks, 2006
- Ptychochromis ernestmagnusi Sparks & Stiassny, 2010
- Ptychochromis grandidieri Sauvage, 1882
- Ptychochromis inornatus Sparks, 2002
- Ptychochromis insolitus Stiassny & Sparks, 2006
- Ptychochromis loisellei Stiassny & Sparks, 2006
- Ptychochromis mainty Martinez et al., 2015
- Ptychochromis makira Stiassny & Sparks, 2006
- Ptychochromis oligacanthus (Bleeker, 1868)
- Ptychochromis onilahy Stiassny & Sparks, 2006

Wie viele andere madegassische Buntbarsche sind auch die Ptychochromis-Arten nach Angaben der IUCN gefährdet oder vom Aussterben bedroht.